# Jürgen Stephan
Jürgen „Steppke“ Stephan (* 1952 in Kassel) ist ein deutscher Leichtathletiktrainer.
Seit den 1970er Jahren führte Jürgen Stephan mehrere Mittel- und Langstreckenläufer an die nationale Spitze. Stephan war Vereinstrainer bei der LG ACT Kassel-Baunatal und beim PSV Grün-Weiß Kassel sowie 25 Jahre hessischer Verbandstrainer und 8 Jahre DLV-Bundestrainer für die Altersklasse U18 im Bereich Langstrecke/Straße.
Zu dem von ihm trainierten Sportlern gehören und gehörten unter anderem Anna und Lisa Hahner, Julian Flügel und Philipp Baar und seit 2018 auch Läufer und Musiker Maik Wollherr, zudem weitere sowohl auf regionaler als auch internationaler Ebene erfolgreiche Sportler wie Martin Strege, Christiane Bohn, Birka Wicke, Heiko Baier, Markus und Matthias Jahn oder Johannes Wennmacher. Jürgen Stephan war selbst Mittelstreckenläufer in seiner aktiven Zeit.
Seit 1972 ist er mit der ehemaligen deutschen Langstreckenläuferin Angelika Stephan verheiratet. Für seine erfolgreiche Jugendarbeit wurde Jürgen Stephan 2003 vom Leichtathletik-Förderverein Hessen e.V. (LFH) geehrt, 2008 wurde er von der Interessengemeinschaft German Road Races als „Trainer des Jahres“ ausgezeichnet.
Jürgen Stephan wohnt in Vellmar und studierte an der Hochschule Fulda.